# Daelim Roadwin

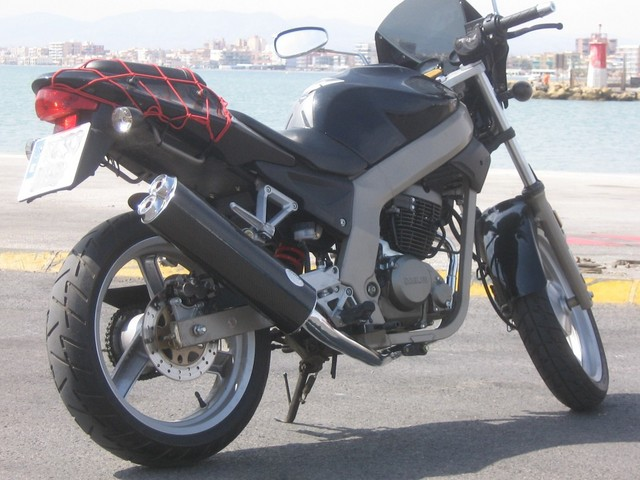

La Roadwin es una motocicleta ciudadana de 125c.c de cilindrada de la marca Daelim.

## Detalles técnicos
- Motor: Motor de 4 tiempos monocilíndrico de 125 cc con refrigeración mixta aire-aceite. Tiene 4 válvulas y 14,2 cv de potencia máxima a 9.500 rpm. Par máximo de 11 Nm a 7.500 rpm. Relación de compresión: 10,7:1
- Transmisión: Manual de 5 velocidades con embrague multidisco bañado en aceite
- Diseño: Línea Agresiva y Moderna, al estilo clásico naked.
- Frenos: Disco delantero 276 mm y disco trasero 220 mm ambos con pinza de doble pistón.
- Neumáticos: De 17 pulgadas en 140/60 de medida trasera y 110/70 en delantera, para un mayor agarre al terreno. Ambos sin cámara

- Autonomía/Rendimiento: Esta moto puede llegar a recorrer 450 km con su depósito de 15 litros de combustible.
- Consumo: Consumo medio de 3,0 l/100km aproximadamente
- Peso en orden de marcha: 147 kg

- Datos: Q3011792